# Lysiopetalum setigerum
Lysiopetalum setigerum är en mångfotingart som beskrevs av Karsch 1880. Lysiopetalum setigerum ingår i släktet Lysiopetalum och familjen Callipodidae. Inga underarter finns listade i Catalogue of Life.